# Michael Stenov

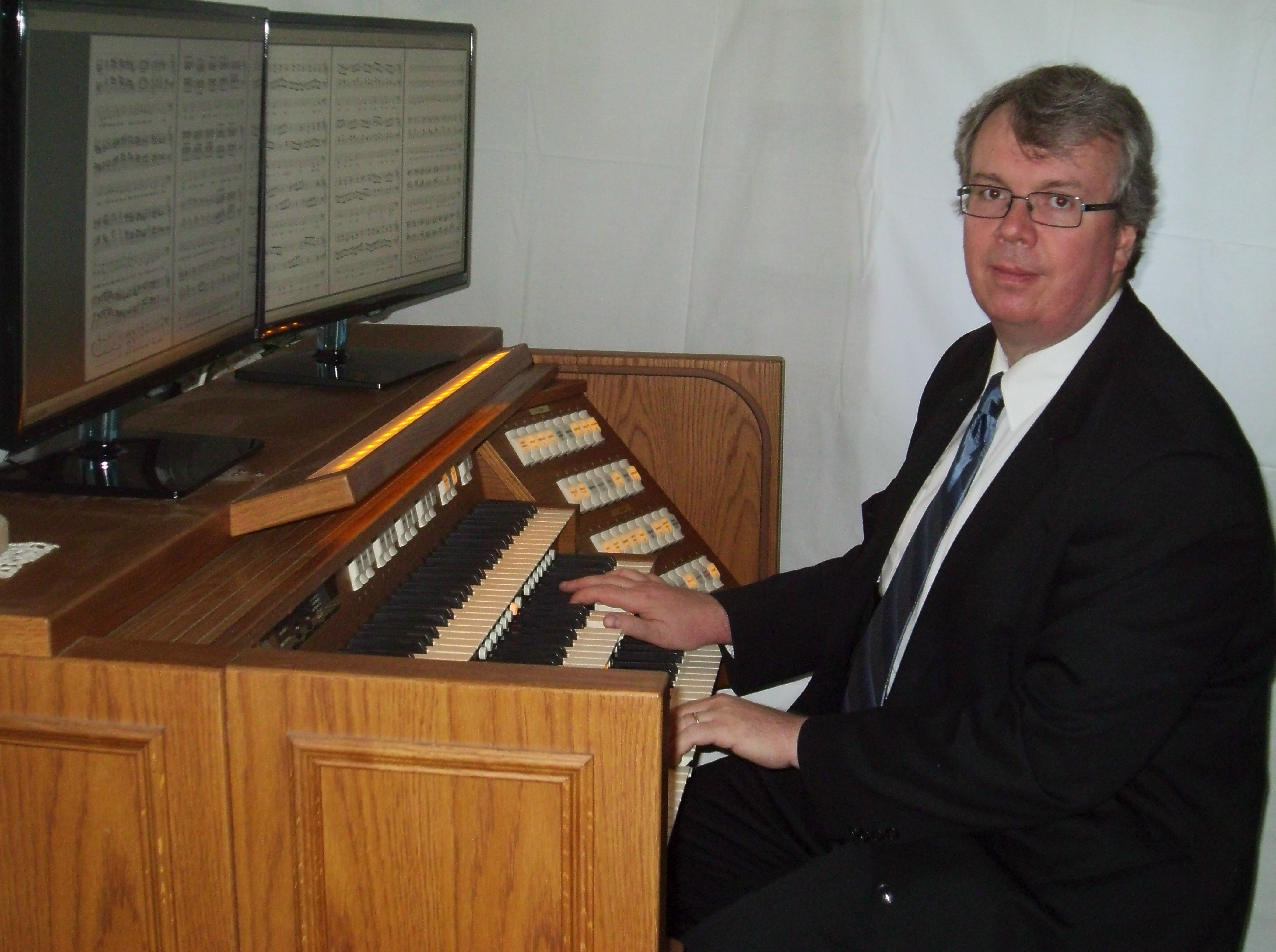
Michael Stenov an der eigenen Viscount-Orgel im Jahre 2014

Michael Stenov (* 25. Februar 1962 als Michael Novacek in Vöcklabruck) ist ein österreichischer Komponist und Kirchenmusiker.

## Leben
Stenov stammt väterlicherseits aus einer Musikerfamilie mit tschechischen Wurzeln und wurde schon von früher Kindheit an von seiner Mutter, einer Musiklehrerin, die den Kirchenchor in Henndorf am Wallersee leitete, musikalisch unterrichtet. Als Kind war er dort Chorsänger, besuchte ab dem 10. Lebensjahr das Anton-Bruckner-Gymnasium Wels und war Mitglied des Welser Bachchors unter Ernst Ludwig Leitner, bei dem er seinen ersten Orgelunterricht erhielt. Ab der 6. Klasse leitete er bereits selbstständig den Kirchenchor von Eugendorf, wo er auch als Organist wirkte.
Nach der Matura begann er eine Lehrerausbildung am Mozarteum Salzburg und schloss sie 1985 mit der Graduierung zum Magister (Mag. art.) ab. Daneben studierte er Kirchenmusik (Orgel) bei Heribert Metzger, Dirigieren und Chorleitung bei Albert Anglberger und Komposition bei Josef Friedrich Doppelbauer. Seine Ausbildung ergänzte er durch Meisterkurse unter anderem beim Hilliard-Ensemble in Cambridge. Anschließend trat er im In- und Ausland als Chorleiter, Dirigent, Organist, Pianist und Cembalist auf.
Ab 1985 war er Musikprofessor zuerst in Wels, dann in Vöcklabruck und schließlich in Grieskirchen, wobei er wegen der herausragenden Musikleistungen seiner Schüler Aufsehen erregte. Seit 1989 ist er mit Theresia Steinhuber verheiratet und nahm den Doppelnamen Steinhuber-Novacek an, von dem sich der Künstlername Stenov ableitet. Unter Maximilian Spießberger-Eichhorn spielte er bei großen Choraufführungen in Grieskirchen Orgel. In der Karmelitenkirche Linz wirkt er seit 2006 als Chorleiter der Cantores Carmeli und intensivierte seine kompositorische Tätigkeit. So hat er etwa in nur einem Monat (7. Jänner – 6. Februar 2011) das Weihnachtsoratorium „Das Wort ward Fleisch“ op. 11 komponiert, dessen Uraufführung am 11. Dezember 2011 unter seiner Leitung im Mühlviertler Dom (Pfarrkirche Niederkappel) stattfand, nachdem es bereits am 24. September des gleichen Jahres im Kaisersaal des Stiftes Kremsmünster für eine DVD beziehungsweise Doppel-CD aufgezeichnet wurde. Ein weiteres Oratorium, das Osteroratorium „Auferstehung“ op. 73 entstand 2017 und gelangte am 10. Mai 2018 zur Uraufführung.
Stenov setzt sich für die Werke von Heinrich Schütz und Anton Bruckner ein, deren Chorwerke er seit dem Jahr 2006 regelmäßig in der Karmelitenkirche Linz aufführt. Sein kompositorisches Schaffen umfasst hauptsächlich a cappella und instrumental begleitete Kirchenmusik und ist von den großen Komponisten der Renaissance bis zur Romantik geprägt.
Michael Stenov arbeitet als freischaffender Komponist und Kirchenmusiker, ist verheiratet und lebt in Oberösterreich.

## Werke (Auswahl)
- 7 Messen
- Kreuzigung (a cappella-Passion) op. 2a
- 37 Motetten
- „Das Wort ward Fleisch“ (Weihnachtsoratorium) op. 11
- Heilig Geist – Passacaglia (Orgel) op. 25
- Klavierkonzert op. 58 e-Moll
- „Wessobrunner Gebet“ op. 60
- 12 Psalmen und 12 Verse vor dem Evangelium
- Klarinettenkonzert op. 68
- „Auferstehung“ (Osteroratorium) op. 73
- „Das Leiden Jesu“, (Synoptische Passion op. 78)

## Auszeichnungen
- 2016: 3. Preis beim Internationalen Ravel-Kompositionswettbewerb in Bergamo in der Kategorie A für das Klavierkonzert e-moll op. 58[4][5]
- 2018: „Honourable Mention“ beim 3. Internationalen Ravel-Kompositionswettbewerb in der Kategorie A für das Weihnachtsoratorium „Das Wort ward Fleisch“[6]
- 2018: „Honourable Mention“ beim 3. Internationalen Ravel-Kompositionswettbewerb in der Kategorie C für das Osteroratorium „Auferstehung“[6]

## Repertoire/Dirigate (Auswahl)
- Carl Orff: Carmina Burana
- Heinrich Schütz: Weihnachtshistoria SWV 435
- Johann Sebastian Bach: Weihnachtsoratorium BWV 248
- Wolfgang Amadeus Mozart: Messe in C-Dur, KV 257 („Große Credomesse“)
- Joseph Haydn: Missa in angustiis („Nelsonmesse“) Hob. XXII: 11 in d-Moll
- Joseph Haydn: Missa in tempore belli („Paukenmesse“) Hob. XXII: 9 in C-Dur
- Franz Schubert: Messe Nr. 3 in B-Dur, D 324
- Anton Bruckner: Missa solemnis WAB 29
- Anton Bruckner: Messe Nr. 2 in e-Moll WAB 27

## Diskografie (Auswahl)
- Michael Stenov: Weihnachtsoratorium op. 11 „Das Wort ward Fleisch“, DVD/2 CDs
- Heinrich Schütz: Musikalische Exequien SWV 279–281 (op. 7) und 8 Motetten von Anton Bruckner für 4-8stimmigen Chor, Orgel, 3-4 Posaunen, DVD/CD („Benefizkonzert Karmelitenkirche Linz“, 26. November 2006)
- Michael Stenov: Osteroratorium op. 73 „Auferstehung“, DVD/2 CDs